# 杜燕孙
杜燕孙（1912年—？），男，浙江绍兴人，中国染整工程技术专家，曾任第三届全国人大代表，第五、六、七届全国政协委员。